# Plistonax rafaeli
Plistonax rafaeli là một loài bọ cánh cứng trong họ Cerambycidae.